# Giuliana di Tolemaide
Giuliana di Tolemaide (... – III secolo) fu una vergine e martire di Tolemaide, morta nel III secolo. È venerata, insieme al fratello Paolo, come santa.

## Biografia
Santa Giuliana abitava col fratello Paolo nella città di Tolemaide, in Siria, ai tempi dell’imperatore Aureliano (270-275). Paolo venne arrestato come cristiano e sottoposto a varie torture. Allora Giuliana, impietositasi per lo stato di sofferenza del fratello, si ribellò contro il magistrato; venne arrestata ed imprigionata con Paolo. Si narra che nella notte un angelo sciolse le catene e venne imbandita davanti a loro una tavola con molti cibi. Testimoni di ciò furono i custodi della prigione, molti dei quali credettero in Cristo. In seguito Santa Giuliana fu portata in un lupanare, affinché fosse violata la sua castità, ma un angelo la difese buttando la polvere negli occhi e rendendo ciechi quanti volevano approfittare di lei. Questi chiesero perdono a Dio, recuperarono la vista e si convertirono al cristianesimo. Paolo e Giuliana furono ancora salvati da un angelo che li fece balzare fuori da una fossa piena di fuoco in cui erano stati posti. Alla fine, dopo vari crudeli tormenti, furono decapitati. Gli stessi carnefici si convertirono e vennero decapitati con Paolo e Giuliana.

## Culto
La Santa è da secoli patrona della medievale cittadina di Giuliana, provincia di Palermo e arcidiocesi di Monreale. Nella Chiesa Madre di Giuliana era custodito un busto ligneo del XVII secolo contenente le seguenti reliquie di Santa Giuliana vergine e martire di Tolemaide: un grosso frammento e quattro frammenti più piccoli del cranio, un frammento della mandibola con due molari, quattro frammenti delle vertebre, un frammento della mano, un frammento del femore, tre frammenti del piede, quattro frammenti di ossa varie. Il reliquiario racchiude anche un grosso frammento della tibia del fratello San Paolo martire. Tale busto si conserva attualmente nel Santuario della Madonna dell’Udienza di Giuliana, essendo la Chiesa Madre chiusa al culto dal 2000. 
La memoria liturgica è il 17 agosto.